# České Hamry (Vejprty)
České Hamry (německy Böhmisch Hammer) jsou malá vesnice, část města Vejprty v okrese Chomutov. Nachází se asi šest kilometrů na jih od Vejprt. Prochází tudy železniční trať Chomutov–Vejprty a silnice II/219. V roce 2014 zde bylo evidováno 43 adres. V roce 2011 zde trvale žilo 55 obyvatel ve 23 domech.
České Hamry leží v katastrálním území České Hamry u Vejprt o rozloze 3,85 km², ve kterém se nachází i Výsada.

## Název
Název Hamr nebo Hamry je odvozen z výrazu ze střední horní němčiny pro kladivo, který se postupně začal používat k označení železáren (podle kladivového stroje). Přívlastek České odlišuje vesnici od saského Hammerunterwiesenthalu na protějším břehu Polavy. V historických listinách se jméno vyskytuje ve tvarech: der Blechhammer (1847) nebo Böhmisch-Hammer – Hamry České (1854).

## Historie
První osídlení spadá nejspíš do 16. století a souvisí pravděpodobně se zpravování železa z nedalekého železnorudného hornického revíru v Kovářské. Značná část obyvatel uprchla před násilnou rekatolizací po bitvě na Bílé hoře na druhou stranu česko-saské hranice, na opačný břeh říčky Polavy do osady Hammerunterwiesenthal.
První písemná zmínka o vesnici pochází z roku 1847. Nachází se v díle Das Königreich Böhmen: Statistisch-topographisch dargestellt Johanna Gottfrieda Sommera, podle kterého na místě vesnice stával hamr na výrobu plechu a brusírna. Kolem hamru postupně vznikla vesnice, která měla již ve druhé polovině devatenáctého století svou jednotřídní školu.
Vzhledem k nepříznivým podmínkám pro zemědělství se zdejší zemědělci zaměřili na výrobu mléka. Ostatní obyvatelé se kromě práce v hamru živili výrobou krajek a dřevěných hraček. Ve dvacátém století si většina z nich nalezla zaměstnání v nedalekých Vejprtech, ale díky hotelu Schmiedl se rozvíjela také turistika. Ve třicátých letech byla do vesnice zavedena elektřina. Drobný průmysl zastupovaly dvě tkalcovny a pletárna. Bývala zde také výrobna lihovin, vyráběly se síťky na vlasy, věnce a smuteční zboží. Živnostníci provozovali čtyři obchody, tři hostince a dvě trafiky. Během druhé světové války byly v provozu kamenolom, tkalcovna, pila, výrobna záclon a pletárna rukavic. Průmysl se udržel ještě krátkou dobu po skončení války, kdy se ve vsi vyráběl kovový nemocniční nábytek a stáčelo se žatecké pivo.

## Geologie

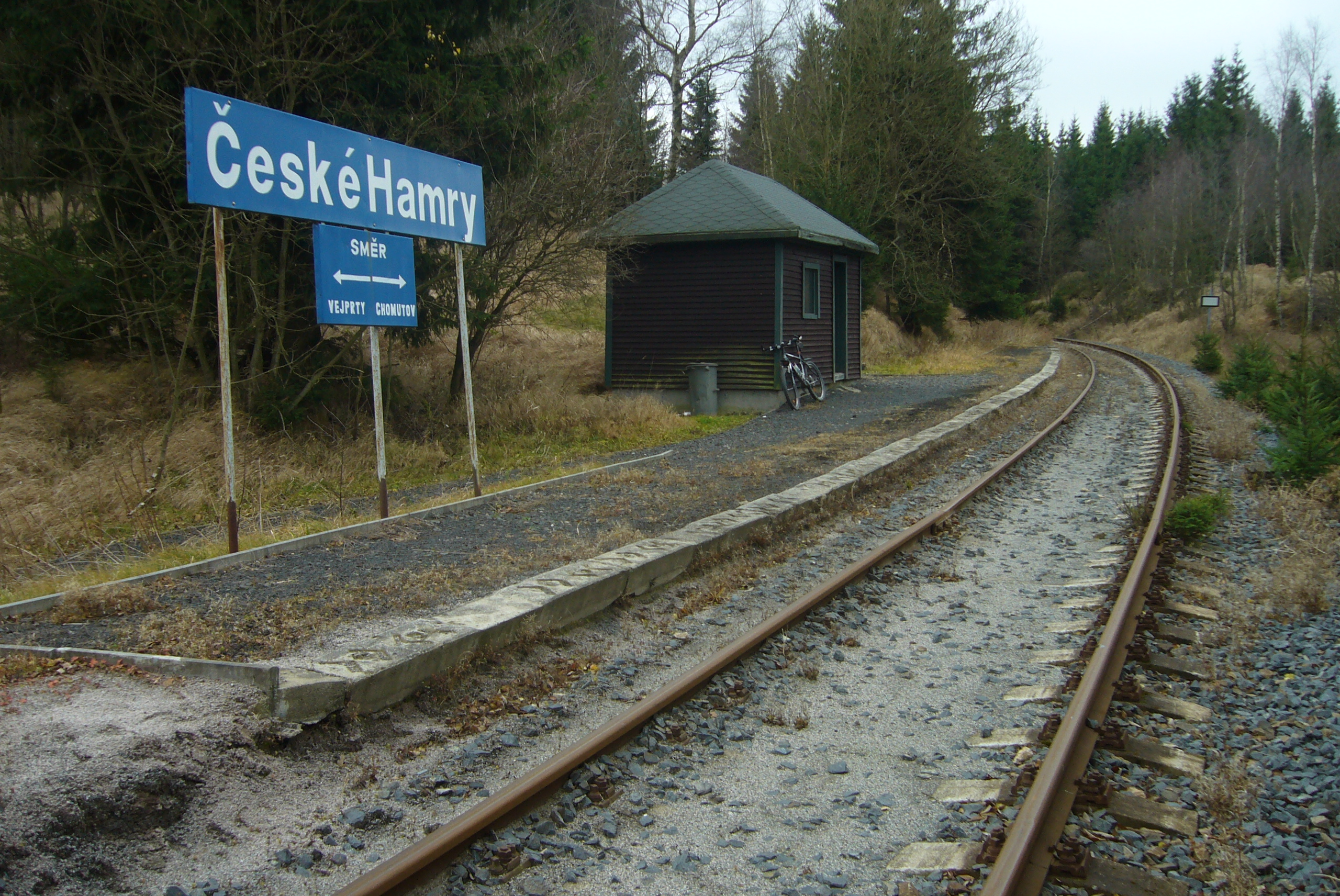
Železniční zastávka

Asi 700 metrů severovýchodně od osady leží kamenolom, ke kterému vede cesta podél železniční trati. Těžil se tu trachyt (někdy bývá též uváděn jako znělec). Vulkanické těleso je na severozápadě omezeno zlomovou linií; původní rozlohu mělo asi 300 metrů v průměru. Proráží muskoviticko-biotitické svory a svorové ruly s přechodem do kvarcitů, často s granátem. Celý komplex krystalinických hornin zde dopadá pod úhlem asi 10° k jihozápadu do údolí potoka Polava. V lomu město Vejprty provozuje skládku tuhého komunálního odpadu.

## Obyvatelstvo
Při sčítání lidu v roce 1921 zde žilo 166 obyvatel (z toho 72 mužů), kteří byli s výjimkou dvou cizinců německé národnosti a kromě jednoho evangelíka patřili k římskokatolické církvi. Podle sčítání lidu z roku 1930 měla vesnice 251 obyvatel: dvanáct Čechoslováků, 234 Němců, tři příslušníky jiných národnosti a dva cizince. Mimo tří evangelíků, jednoho člověka bez vyznání a jednoho příslušníka nezjišťovaných církví se hlásili k římskokatolické církvi.
|                                                      | 1869 | 1880 | 1890 | 1900 | 1910 | 1921 | 1930 | 1950 | 1961 | 1970 | 1980 | 1991 | 2001 | 2011 | 2021 |
| ---------------------------------------------------- | ---- | ---- | ---- | ---- | ---- | ---- | ---- | ---- | ---- | ---- | ---- | ---- | ---- | ---- | ---- |
| Obyvatelé                                            | 122  | 125  | 155  | 189  | 206  | 166  | 251  | 302  | 204  | 136  | 71   | 58   | 55   | 58   | 39   |
| Domy                                                 | 11   | 14   | 16   | 19   | 19   | 18   | 29   | 55   | 41   | 33   | 22   | 24   | 18   | 23   | 21   |
| Počet domů z roku 1961 zahrnuje i domy osady Výsada. |      |      |      |      |      |      |      |      |      |      |      |      |      |      |      |

## Obecní správa
Až do dvacátých let dvacátého století byly České Hamry osadou Vejprt. V roce 1925 k nim byla připojena osada Výsada. Nejpozději od roku 1930 jsou České Hamry uváděny jako samostatná obec v okrese Přísečnice a od roku 1950 jako obec v okrese Karlovy Vary-okolí. V roce 1961 byly převedeny spolu s Výsadou do okresu Chomutov. V období od 30. dubna 1976 do 31. prosince 1985 vesnice patřila k Loučné a od 1. ledna 1986 je částí obce Vejprty.

## Pamětihodnosti
U silnice do Vejprt stojí kostel svaté Alžběty Uherské
- Pomník obětem první světové války
- Pomník Jaroslava Soukupa – Pomník připomíná svobodníka Jaroslava Soukupa, který byl během večerní hlídky 26. srpna 1963 postřelen východoněmeckým poddůstojníkem a dezertérem Dieterem Sudarsem. O dva měsíce později Soukup zranění podlehl.[zdroj⁠?!]